# Clayton (Illinois)
Clayton – wieś w USA, w stanie Illinois, w hrabstwie Adams. Według spisu z 2000, wioskę zamieszkują 904 osoby. W 2023 liczba mieszkańców spadła do 621 osób, a gęstość zaludnienia poniżej 269 osób/km².

## Geografia
Wioska zajmuje powierzchnię 2,31 km², całość stanowi ląd.

## Demografia
Według spisu z 2000 roku wioskę zamieszkuje 904 osób skupionych w 322 gospodarstwach domowych, tworzących 202 rodzin. Gęstość zaludnienia wynosi 401,2 osoby/km². W wiosce znajdują się 384 budynki mieszkalne, a ich gęstość występowania wynosi 170,4 mieszkania/km². Wioskę zamieszkuje 85,73% ludności białej, 12,5% Afroamerykanów, 0,11% rdzennych Amerykanów, 1,44% ludności innej rasy, 0,22% ludności wywodzącej się z dwóch lub więcej ras. Hiszpanie lub Latynosi stanowią 1,99% populacji.
W wiosce są 322 gospodarstwa domowe, w których 29,8% stanowią dzieci poniżej 18 roku życia żyjących z rodzicami, 50,9% stanowią małżeństwa, 10,2% stanowią kobiety nie posiadające męża oraz 37% stanowią osoby samotne. 30,4% wszystkich gospodarstw domowych składa się z jednej osoby oraz 18,9% żyjących samotnie ma powyżej 65 roku życia. Średnia wielkość gospodarstwa domowego wynosi 2,34 osoby, natomiast rodziny 2,97 osoby.
Przedział wiekowy kształtuje się następująco: 21,3% stanowią osoby poniżej 18 roku życia, 9,5% stanowią osoby pomiędzy 18 a 24 rokiem życia, 33,2% stanowią osoby pomiędzy 25 a 44 rokiem życia, 19,8% stanowią osoby pomiędzy 45 a 64 rokiem życia oraz 16,2% stanowią osoby powyżej 65 roku życia. Średni wiek wynosi 36 lat. Na każde 100 kobiet przypada 127,1 mężczyzn. Na każde 100 kobiet powyżej 18 roku życia przypada 137 mężczyzn.
Średni dochód dla gospodarstwa domowego wynosi 23 077 dolarów, a dla rodziny wynosi 32 813 dolarów. Dochody mężczyzn wynoszą średnio 23 145 dolarów, a kobiet 20 114 dolarów. Średni dochód na osobę w mieście wynosi 13 882 dolarów. Około 13,2% rodzin i 14,7% populacji miasta żyje poniżej minimum socjalnego, z czego 12,4% jest poniżej 18 roku życia i 22,6% powyżej 65 roku życia.

## Historyczne miejsca
- John Roy Site

## Znani mieszkańcy
- John Anderson – aktor